# بلدية كوليدر
بلدية كوليدر هي بلدية في البرازيل، تتبع ماتو غروسو، بلغ عدد سكانها 32٬120  نسمة، في 2016، تبلغ مساحتها 3٬038٫249 كيلومتر مربع.